# Kang Nung-su
Kang Nung-su (21 tháng 2 năm 1930 – 21 tháng 7 năm 2015) là một nhà phê bình văn học và chính trị gia nước Cộng hòa Dân chủ Nhân dân Triều Tiên. Ông từng là Ủy viên Bộ Chính trị Đảng Lao động Triều Tiên, Phó Thủ tướng Triều Tiên. Ông là đại biểu Hội đồng Nhân dân Tối cao Triều Tiên khóa XII và khóa XIII.

## Sự nghiệp
Kang sinh năm 1930 tại Bình Nhưỡng, thời điểm này Triều Tiên đang bị Nhật Bản chiếm đóng. Ông tốt nghiệp khoa văn học Triều Tiên tại Đại học Kim Il-sung.
Tháng 9 năm 1999 đến tháng 9 năm 2003, ông là Bộ trưởng Bộ Văn hóa trong Nội các Cộng hòa Dân chủ Nhân dân Triều Tiên. Tháng 8 năm 2000, ông trở thành Chủ tịch Ủy ban Thông tin công cộng Triều Tiên. Tháng 2 năm 2004, ông là Chủ tịch Ủy ban Hoa Kim Nhật Thành-Hoa Kim Chính Nhật và vào tháng 3 năm 2006, ông là Phó Chủ tịch Ủy ban Bắc Triều Tiên thực hiện Tuyên bố chung Bắc - Nam ngày 15 tháng 6.
Tháng 6 năm 2006, ông một lần nữa được bổ nhiệm làm Bộ trưởng Bộ Văn hóa và được giữ lại ở chức vụ này từ tháng 4 năm 2009 đến hết tháng 1 năm 2010. Tháng 2 năm 2010, ông giữ chức vụ Trưởng Ban Điện ảnh Ủy ban Trung ương Đảng Lao động Triều Tiên kiêm Chủ tịch Ủy ban Điện ảnh Quốc gia. Tháng 6 năm 2010, ông được bổ nhiệm làm Phó Thủ tướng của nội các Cộng hòa Dân chủ Nhân dân Triều Tiên.
Tháng 9 năm 2010, ông được bổ nhiệm làm Ủy viên Ủy ban Trung ương Đảng Lao động Triều Tiên.
Kang là thành viên ủy ban tang lễ quốc gia cho Ri In Mo năm 2007, Kim Jung-rin năm 2010 và Kim Jong-il năm 2011.

## Đại biểu Hội đồng Nhân dân Tối cao
Tháng 9 năm 2003, Kang trở thành đại biểu Hội đồng Nhân dân Triều Tiên khóa XI (SPA) và ông phục vụ cho đến tháng 4 năm 2008 với tư cách là Phó Chủ tịch Hội đồng Nhân dân Tối cao. Tháng 4 năm 2009, ông trở thành đại biểu Hội đồng Nhân dân Tối cao khóa XII. 

## Phần thưởng
Tháng 8 năm 1997, ông nhận được Huân chương Kim Il-sung.